# Micro Genius
Micro Genius (кит. 小天才) — торговая марка, под которой в нескольких странах продавались игровые приставки, являющиеся аппаратными клонами Nintendo Entertainment System. Приставки этой марки были распространены там, где продукция Nintendo официально не продавалась — на Среднем Востоке, в Южной Азии, Южной Америке, Восточной Европе и Восточной Азии, за исключением Японии. Торговая марка Micro Genius использовалась тайваньской компанией TXC Corporation.

## Игровые приставки
- IQ-180 —  первая модель, дизайн полностью повторяет оригинальный Famicom, за исключением геймпадов с переключателями турбо-режима.
- IQ-201
- IQ-301
- IQ-501 — первая модель с отключаемыми геймпадами. В России продавалась компанией «Steepler» как Dendy Classic.
- IQ-502 — Продавалась в России как Dendy Classic II. В Польше известна как Pegasus IQ-502.
- IQ-701 — модель в корпусе, похожем на оригинальную NES, но с установкой картриджа сверху. Производились варианты под картридж на 60 и на 72 контакта.
- IQ-901 — контроллер и консоль совмещены в одном корпусе.
- IQ-1000 — модель с проводным и с беспроводным геймпадами. В России предполагалось продавать её как «Dendy Pro».
- IQ-2000 — с двумя беспроводными контроллерами

- Micro Genius IQ-201
- Pegasus IQ-502
- Micro Genius IQ-901

## Игры
Под маркой Micro Genius выпускался также ряд игр, в том числе игры компании Idea-Tek.
Игры Idea-Tek
- Bingo; Xiao Ma Li (1991)
- Poke Block; Stakk’M (1991)
- Mahjong Block; Poke Block (1991)
- F-15 City War (1990)
- Puzzle (1990)
- Horses Racing; ’91 Du Ma Racing, Enjoyable Horse Racing (1991)[1]
- Volleyball; Venice Beach Volleyball (1991)
- Tennis; Rad Racket (1991)

Игры Micro Genius
- Chinese Chess; Qi Wang (1991) — китайские шахматы
- Creatom (1991) — головоломка
- Policeman (1992)[3]
- Strike Wolf (1992) — игра для светового пистолета
- Super Contra X (1994) — игра в жанре run and gun ("беги и стреляй")
- Thunder Warrior (1992) — платформер
- Journey to the West (1994) — платформер[4]
- 3-in-1 Supergun (1993) — набор из 3-х игр с использованием светового пистолета: Clown, Shooter, Snake Charmer
- Aladdin 2 (1995) - платформер, неофициальный порт одноименной игры с консоли Sega Mega Drive[5]